# Ariel Rebel
Ariel Rebel (Montreal, 23 september 1985) is een Canadees pornografisch model en actrice op het internet.

## Biografie
Ariel Rebel (een pseudoniem), een Canadese Métis, studeerde voor modeontwerper in Montreal toen ze besloot een loopbaan in de seksbranche na te streven. Ze deed haar eerste modellenwerk in 2004, maar haar eigen website, ArielRebel.com, verscheen pas in december 2005. In 2010 lanceerde ze haar eigen modellenprogramma, Rebels Own the Net.
In 2008 lanceerde Pancho Dog, een betaalprogramma voor tientallen websites, een webcomic met Rebel in de hoofdrol. Ariel verscheen als zichzelf in 2006 in de Canadese reality-televisieserie Webdreams en in 2009 in de televisiefilm Women of the Web 2. In 2011 speelde ze in de kortfilm The Mask of James Henry. Ariel Rebel speelde in 2012 ook mee in de Franstalige serie Pat le chef.

## Prijzen
- 2007 BAA Award – Best Solo Girl Site (nominatie)[3]
- 2008 XBIZ Award – Web Babe/Starlet of the Year (nominatie)[4]
- 2009 AVN Award – Web Starlet Of The Year (nominatie)[5]
- 2010 XBIZ Award – Web Babe/Starlet of the Year (nominatie)[6]
- 2010 XBIZ Award – Web Babe of the Year (People's Choice) (gewonnen)[7]
- 2011 XBIZ Award – Web Babe of the Year (nominatie)[8]
- 2011 AVN Award – Best Web Star (nominatie)[9]
- 2011 Ynot Award – Best Solo Girl Website (nominatie)[10]
- 2012 XBIZ Award – Web Babe of the Year (nominatie)[8]
- 2012 AVN Award – Best Solo Girl Website of the Year (gewonnen)[11]
- 2014 XBIZ Award – Best Scene - All-Girl voor Ariel & Lola: Pornochic 24 met Anissa Kate (gewonnen)
- 2014 XBIZ Award – Web Star of the Year (nominatie)
- 2015 AVN Award – Best Scene in a Foreign-Shot Production voor Russian Institute 19: Holidays at My Parents met Lola Reve (nominatie)
- 2015 XBIZ Award – Web Star of the Year (gewonnen)
- 2015 XBIZ Award – Best Scene - All-Girl voor Russian Institute 19: Holidays at My Parents met Cayenne Klein (nominatie)
- 2016 AVN Award – Best Sologirl Website of the Year (nominatie)
- 2016 XBIZ Award – Web Star of the Year (nominatie)
- 2017 AVN Award – Best Sologirl Website of the Year (nominatie)
- 2017 XBIZ Award – Web Star of the Year (nominatie)